# Custom Coasters International
Custom Coasters International (CCI) was een Amerikaans bedrijf dat houten achtbanen produceerde.
Het bedrijf werd in 1991 gesticht door Randy Larrick en zijn vrouw Denise Dinn-Larrick en Jeff Dinn. Jeff en Denise waren de kinderen van Charles Dinn, de oprichter van Dinn Corporation.
Custom Coasters International produceerden meer houten achtbanen in korte tijd dan een andere groep ooit deed. Enkele ervan zijn nog steeds hoog gewaardeerd door bezoekers. CCI coasters staan bekend om hun snelheid en de agressiviteit van de rit.
Er zijn 34 houten achtbanen gebouwd voordat het faillissement het bedrijf fataal werd in 2002. CCI ging bankroet tijdens de bouw van de Mexico Rattler in Cliff's Amusement Park. Het park bleef achter met een half afgewerkte achtbaan en moest deze zelf afbouwen.
Eigenaresse Denise Larrick was inmiddels gescheiden van haar man en was aangenomen bij S&S Power. Ze heeft ervoor gezorgd dat er een afdeling "Houten achtbanen" bij kwam. Vier ontwerpers van CCI (Larry Bill, Chad Miller, Korey Kiepert en Michael Graham) richten in 2002 het nieuwe bedrijf The Gravity Group op.
De achtbanen Medusa en Twisted Twins zijn inmiddels geconverteerd tot hybride achtbanen door Rocky Mountains Construction.

## CCI achtbanen

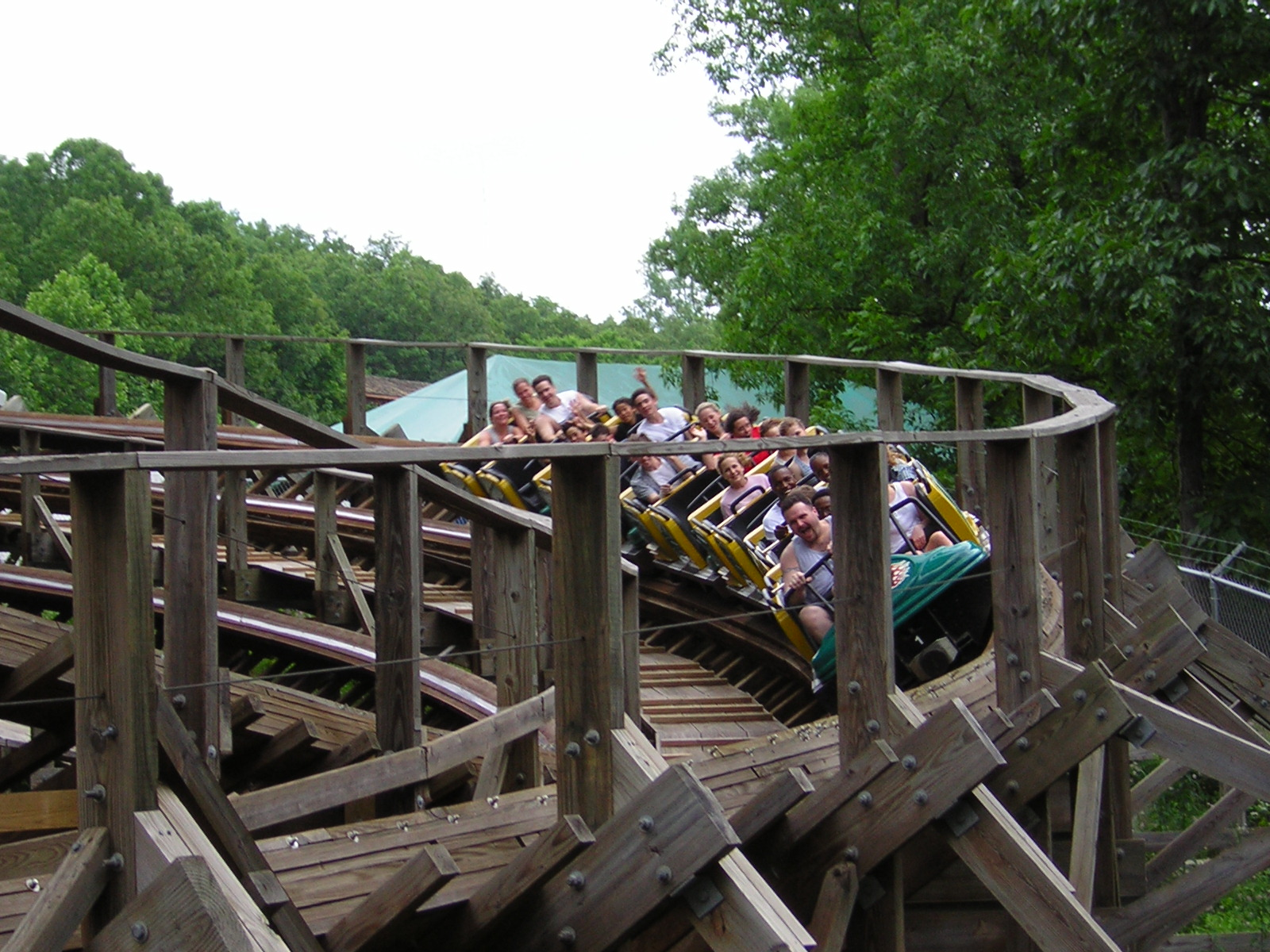
CCI's Boss in Six Flags St. Louis

| Naam                                  | Park                               | Opening | Status                            |
| ------------------------------------- | ---------------------------------- | ------- | --------------------------------- |
| Kingdom Coaster                       | Dutch Wonderland                   | 1992    | Geopend                           |
| Outlaw                                | Adventureland                      | 1993    | Geopend                           |
| Hoosier Hurricane                     | Indiana Beach                      | 1994    | Geopend                           |
| Zach's Zoomer                         | Michigan's Adventure               | 1994    | Geopend                           |
| The Raven                             | Holiday World & Splashin' Safari   | 1995    | Geopend                           |
| Cyclops                               | Mount Olympus Water and Theme Park | 1995    | Geopend                           |
| Cannonball Run                        | Waterville USA                     | 1995    | Geopend                           |
| Pegasus                               | Mount Olympus Water and Theme Park | 1996    | Geopend                           |
| Great White                           | Morey's Piers                      | 1996    | Geopend                           |
| Megafobia                             | Oakwood Theme Park                 | 1996    | Geopend                           |
| Timber Terror                         | Silverwood Theme Park              | 1996    | Geopend                           |
| Underground                           | Adventureland                      | 1996    | Geopend                           |
| Stampida                              | PortAventura                       | 1997    | Geopend                           |
| Tomahawk                              | PortAventura                       | 1997    | Geopend                           |
| Zeus                                  | Mount Olympus Water and Theme Park | 1997    | Geopend                           |
| Tonnerre de Zeus                      | Parc Asterix                       | 1997    | Geopend                           |
| Rampage                               | Alabama Adventure                  | 1998    | Geopend                           |
| Shivering Timbers                     | Michigan's Adventure               | 1998    | Geopend                           |
| Excalibur                             | Funtown Splashtown U.S.A.          | 1998    | Geopend                           |
| Stormchaser                           | Six Flags Kentucky Kingdom         | 1998    | Geopend, (voorheen Twisted Twins) |
| GhostRider                            | Knott's Berry Farm                 | 1998    | Geopend                           |
| Silver Comet                          | Martin's Fantasy Island            | 1999    | Geopend                           |
| Tremors                               | Silverwood Theme Park              | 1999    | Geopend                           |
| The Boss                              | Six Flags St. Louis                | 2000    | Geopend                           |
| Villain                               | Geauga Lake's Wildwater Kingdom    | 2000    | Afgebroken                        |
| Hurricane                             | Myrtle Beach Pavilion              | 2000    | Afgebroken                        |
| The Legend                            | Holiday World & Splashin' Safari   | 2000    | Geopend                           |
| Mega Zeph                             | Six Flags New Orleans              | 2000    | Inactief                          |
| Boulder Dash                          | Lake Compounce                     | 2000    | Geopend                           |
| Medusa                                | Six Flags Mexico                   | 2000    | Geopend                           |
| Cornball Express                      | Indiana Beach                      | 2001    | Geopend                           |
| Cheetah                               | Wild Adventures                    | 2001    | Geopend                           |
| Lost Coaster of Superstition Mountain | Indiana Beach                      | 2002    | Geopend                           |
| New Mexico Rattler                    | Cliff's Amusement Park             | 2002    | Geopend                           |